# Urophyllum heteromerum
Urophyllum heteromerum är en måreväxtart som beskrevs av Karl Moritz Schumann. Urophyllum heteromerum ingår i släktet Urophyllum och familjen måreväxter. Inga underarter finns listade i Catalogue of Life.